# Велец

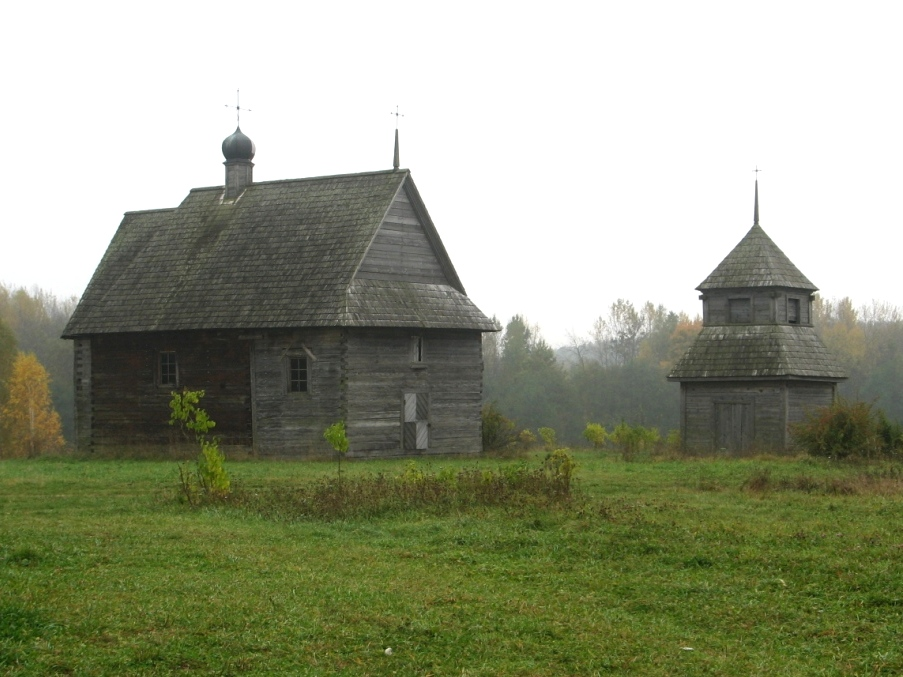
Церковь Святой Троицы. Ныне в музее народной архитектуры

Велец (бел. Вялец) — деревня в Глубокском районе Витебской области Белоруссии. Входит в состав Плисского сельсовета. Население — 60 человек (2019).

## География
Деревня расположена в 20 км к северо-востоку от Глубокого, на границе с Шарковщинским райном. Велец стоит на берегу небольшого озера Велец (be:Возера Вялец), через который протекает река Мнюта (be:Рака Мнюта), приток Дисны. Через деревню проходит местная автодорога, соединяющая Велец с окрестными деревнями.

## Этимология
Название деревни скорее всего происходит от имени Велес, божества славянского языческого пантеона.

## История
Через Велец проходил старинный почтовый тракт из Дисны в Вилейку. В XVIII веке здесь была построена деревянная Свято-Троицкая церковь.
В списке населённых пунктов Минской губернии за 1795 год указаны два населённых пункта: Велец Большой и Велец Малый. Имением владел Ромуальд Подбипента. В Вельце Большом было 14 дворов и 92 жителя, а в Вельце Малом — 6 дворов и 42 жителя. В 1865 году именем владел граф Берестовский.
По Рижскому мирному договору Велец попал в состав межвоенной Польской Республики, входил в Дисненский повет. В 1930 году здесь жил 191 человек. С 1939 года в составе БССР.
Свято-Троицкая церковь, являющаяся памятником деревянного зодчества XVIII века, в 1980-х годах была перевезена из Вельца в Белорусский государственный музей народной архитектуры и быта.
В 1 км к юго-западу от озера Велец находится «Чёртов камень», геологический памятник природы республиканского значения.